# ボブキャット
ボブキャット（英語: bobcat）は、ネコ科オオヤマネコ属に属する中型獣である。
体長65–105cm、尾長11–13cm、体重6–15kg。アメリカを含むカナダ南部からメキシコ北東部にかけての森林・草原・半砂漠地帯に生息し、12種類の亜種が確認されている。個体数は72万5000頭ほど。体色は砂漠では黄色っぽく、森林では暗い色をしているなど、生息する地域によって異なる。
グレーから茶色の毛色と髭、黒い飾り毛の付いた耳を持ち、中型のオオヤマネコのような外観を持つ。同じ地域に生息するカナダオオヤマネコよりは小さいが、大型のイエネコの二倍くらいの大きさである。特有の黒い線が前足にあり、名前の由来となる先端が黒い短い尾を持つ。
夜行性で、主にウサギやジリスなどの小型草食獣や鳥類を捕食するが、基本的には虫でも小さいネズミ科の動物やシカも何でも捕食する。捕食の対象は生息地域や季節によって変化する。他のネコ科の動物と同様、縄張りがあり単独で行動するが、場所によっては人間の生活する場所が縄張りと重複していることもある。縄張りは猫同様、爪の痕や尿・便によるマーキングで行う。ネコ科の動物としては比較的長距離走に耐える。木登りもうまい。発情期は冬の終わりから春にかけてで、妊娠期間は50日前後。1度の出産で1 - 4子を産む。
ボブキャットは人間により、娯楽と毛皮の目的でハンティングされているが、頭数は減っていない。ボブキャットはアメリカインディアンの神話やヨーロッパからの開拓者の民話にも登場する。

## 分類
これまでにオオヤマネコを4種にしてオオヤマネコとしての分類にするか、ネコ属の一種として扱うか、オオヤマネコ属かネコ属に分類するかで議論が分かれている。今日ではオオヤマネコ属としての分類が認知されており、現代の分類ではボブキャットはオオヤマネコ属に掲載されている。
ジョンソン（とその他）によるとオオヤマネコはピューマ、ヒョウ、イエネコの分岐群に含まれ、およそ750万年前まで遡り、オオヤマネコとして分岐したのはおよそ324万年前とされている。
ボブキャットはユーラシア大陸に生息するオオヤマネコから進化したものと考えられている。ユーラシア大陸からの祖先種の侵入は少なくとも二度生じている。一度目の侵入は更新世の時代、遅くとも260万年前までにベーリング海峡からアメリカに到達し、アメリカ南部にまで生息域を広げたが、その後氷河の発達により北部の生息域は失われた。この集団が現在のようなボブキャットに進化したのは2万年前頃と言われている。二度目の侵入ではアジアから北部へ移住したもので、それが今日のカナダオオヤマネコとなった。ボブキャットとカナダオオヤマネコの交雑は複数回発生したと考えられる。

### 亜種
現在、13種類のボブキャットの亜種が認知されている。しかし亜種の区分けについてはボブキャットの地域的な縄張り区域がはっきりしていないことや亜種同士の違いが非常に小さいことから疑問視されている。
- L. rufus rufus : アメリカ中西部から東部
- L. rufus gigas : ニューヨーク州北部からノヴァスコシア、ニューブルンズウィック
- L. rufus floridanus : アメリカ南東部、内陸からミシシッピ盆地、ミズーリ州南西部とイリノイ州南部
- L. rufus superiorensis : ミシガン州、ウィスコンシン州、オンタリオ州南部、殆どのミネソタ州を含む五大湖西部
- L. rufus baileyi : アメリカ南西部とメキシコ北西部
- L. rufus californicus : カリフォルニア州のシエラ・ネヴァダ西部
- L. rufus mohavensis : カリフォルニア州のモハーヴェ砂漠
- L. rufus escuinipae : メキシコ中部、北部の一部からソノラ州南部への西海岸
- L. rufus fasciatus : オレゴン州、カスケード山脈西のワシントン州、カリフォルニア北西部とブリティッシュコロンビア州南西
- L. rufus oaxacensis : オアハカ州（メキシコ）
- L. rufus pallescens : アメリカ北部、ブリティッシュコロンビア州、アルバータ州とサスカチュワン州
- L. rufus peninsularis : バハ・カリフォルニア
- L. rufus texensis : ルイジアナ州西部、テキサス州、オクラホマ州中南部と以南、タマウリパス州、ヌエボ・レオン州、コアウイラ州[7][8]

## 身体的特徴

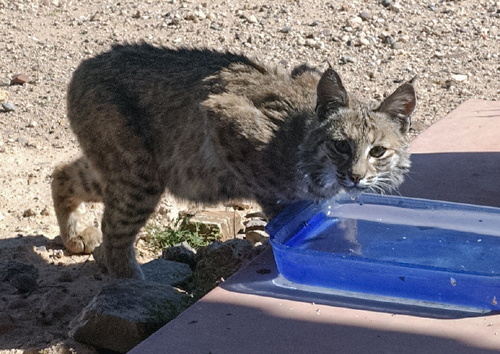
水を見つけたボブキャット.

ボブキャットは他のオオヤマネコと似た姿をしているが、平均すると4種の中では一番小さい。毛色は区々だが一般的には褐色からグレーがかった茶色で黒い線が身体と前足と尾についている。この毛の柄がカモフラージュになる。耳は先が黒く尖っていて短く黒い飾り毛が付いており、口の周り、顎、腹部の毛は通常オフホワイトである。南西部の砂漠に住むボブキャットは毛色が一番薄く、北側の森林部に生息するものが一番色が濃い。子供のときから多く毛が生えており、斑点の柄も付いている。メラニン色素の多い黒いボブキャットはフロリダ州で捕獲されたが、これも黒くても斑点の柄が付いていた。
顔の形は耳からの長い飾り毛の為に横に広がって見える。毛は深くはないが意外に長く密集している。鼻はピンクがかった赤で、顔、側面、後ろはグレーか黄色・茶褐色がかっている。目は黄色で黒い瞳孔である。瞳孔は縦長で夜間の活動時には広がり、光を取り入れられるようになっている。また、ボブキャットは聴覚・視覚・嗅覚が鋭い。木登りが得意で、通常は水を避けるが必要であれば泳ぐこともある。
大人のオスのボブキャットは体長が28 - 47インチ（70 - 120センチ）で平均的には約36インチ（90センチ程である）。これは4 - 7インチ（10 - 18センチ）の太い尾を含み、この短い尾が名前の由来となっている。大人は体位が肩の高さで14 - 15インチ（36 - 38センチ）くらいである。大人のオスは通常16 - 30ポンド（7 - 14キロ）でメスは平均20ポンド（9キロ）くらいである。ボブキャットは筋肉質の体型で後足が前より長い。生まれるときは0.6 - 0.75ポンド（280 - 340グラム）程度で体長は10インチ（25センチ）位である。最初の一年で約10ポンド（4.5キロ）位にまで成長する。

北方に生息するものや開けた地形に生息するものほど身体が大きいとされる。ただ、オスの身体が大きな地点ではメスの身体も大きいわけではなく、体サイズに働く進化的制約は雌雄間で異なる可能性が示唆されている。

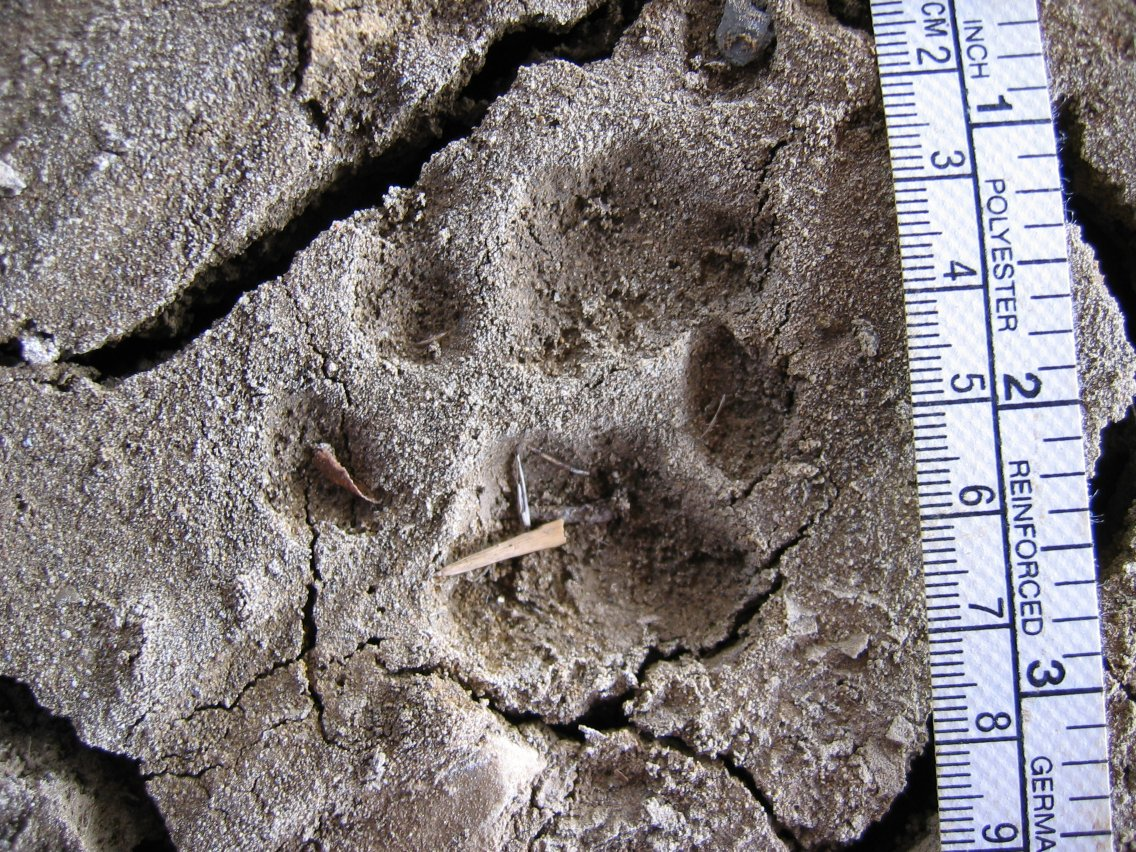
泥に残されたボブキャットの足跡。後ろ足（上）の足跡が前足（中）と部分的に重なっている。

### 足跡
ボブキャットの足は爪が伸縮性がある為、足跡の爪先に爪の跡はできない。足跡は1 - 3インチ（2 - 8センチ）位で、平均すると大体1.8インチくらいである。歩行時或いは早歩きの際の歩幅は大体8 - 18インチ（20 - 46センチ）である。走る際の歩幅はかなり大きく、大抵は4 - 8フィート（1 - 3メートル）にもなる。他の猫同様、ボブキャットも後足の足跡が前足の足跡の上に直接乗るように跡が出来る（右の写真を参照）。ボブキャットの足は一般的に野猫やイエネコよりも大きく、足跡は大体2平方インチ（13平方センチ）に対し1.5平方インチ（10平方センチ）とはっきりと違いが分かる。 

## 行動的特徴
ボブキャットは薄明薄暮性で、通常、日が落ちる3時間前から夜中の12時ごろまで活動し、また再び日が昇る前から日が昇ってから3時間後まで活動する。この間、自分の獣道に沿って約2 - 7マイル（3 - 11キロ）歩き回る。ただし、寒い時期には獲物の活動時間が日中になるため、秋から冬にかけてはボブキャットもより昼行性に近い行動を取る。

### 社会構造と縄張り

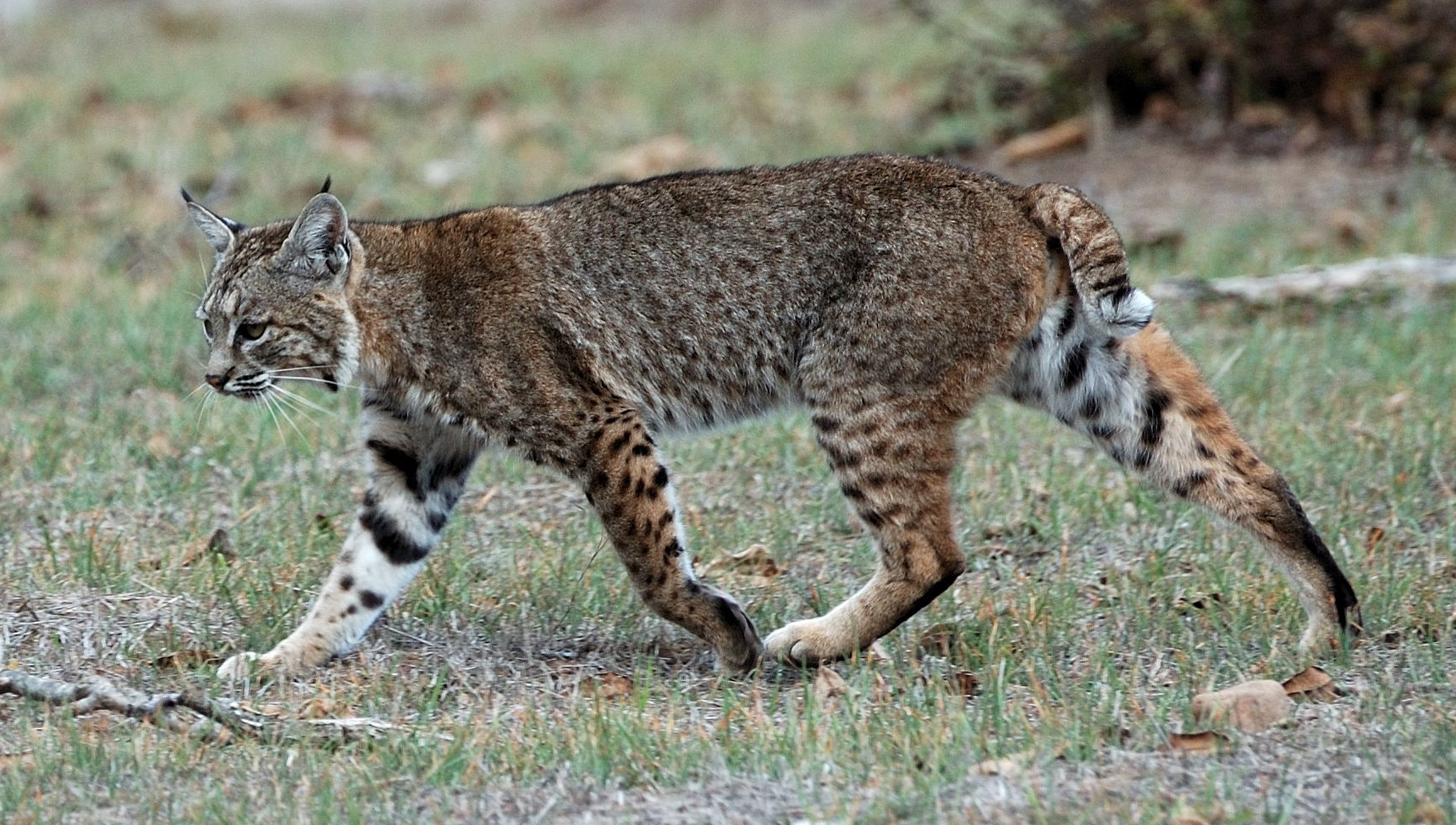
カレーロ・クリーク・トレイルに居るボブキャット（カリフォルニア州サンノゼ）

ボブキャットは明確な縄張り範囲を持ち、行動範囲はその内側に限られている。自分の縄張りは木に付けた爪の痕や尿、便の臭いでマーキングする。縄張りの中には、通常自身がねぐらとする場所の他に、縄張りの外縁にもいくつかの予備のねぐらがある。ねぐらは朽ちた丸太の洞や積み重なった枝、薮、または岩棚の下などに作られ、ボブキャット特有の強い臭いがする。
ボブキャットの縄張りのサイズは性別や獲物の分布により大きく変わる。国際自然保護連合 (IUCN) によると0.02 - 126平方マイル（0.6 - 326平方キロ）と言われている。カンザス州のある調査ではオスは約8平方マイル（20平方キロ）、メスではその半分以下という資料も出ている。また、遊牧するタイプのボブキャットは広範囲の縄張り（22平方マイル・57平方キロ）を持つが、その範囲はあまり明確ではない。子供の縄張りが最も狭く、およそ3平方マイル（7平方キロ）ほどである。調査によると妊娠中のボブキャットの縄張りはオスと共に分布していることが分かっている。
季節的な違いについての調査結果は曖昧である。ある調査によればオスの縄張りは夏に16平方マイル（41平方マイル）で冬には40平方マイル（100平方キロ）という大きな差があることが分かっている。更に別の調査でも、特に繁殖が盛んな時期のメスでは冬になると縄張りが広がるが、オスでは季節による変化があまり見られなかったという過去の調査結果に似たデータも出ている。その他のアメリカのいくつかの州の調査結果では季節による大きな変化はあまりないともされている。
他のネコ科の動物と同じく、ボブキャットは多くの場合単独行動を取り、その縄張りは他個体と重複している。しかしネコとは異なり、オスは他と縄張りが重なっていることについて寛大であるが、メスは他の縄張りには滅多に足を踏み入れることはない。メスは縄張りの範囲が小さいため、2 - 3匹のメスが一匹のオスの縄張りで生活していると考えられる。オスの縄張りが重複している場合では通常個体間に上下関係が形成され、時には自分の好きな場所を譲り一時的に場所を変えることもある。
縄張りサイズの推定にばらつきがあるため、個体数の密度の推定値にも10平方マイル（26平方キロ）あたり1 - 38匹と大きな開きがある。平均では5平方マイル（13平方キロ）あたり1匹と言われている。個体数の密度と性比との間には相関があることが分かっている。カリフォルニア州におけるある調査では、個体数密度が高い集団では雌雄比はメス一匹に対してオスが2.1匹であったのに対して、個体数密度が低下すると メス一匹に対してオスは0.86匹となった。他の調査でも似たような比率が出ていることから、個体密度が増加して競争が激しくなると何らかの理由でメスよりオスの生存率が高くなり、個体密度が再び低下するまで繁殖頻度を抑える役割があるのではないかと考えられている。

### 狩りと食生活

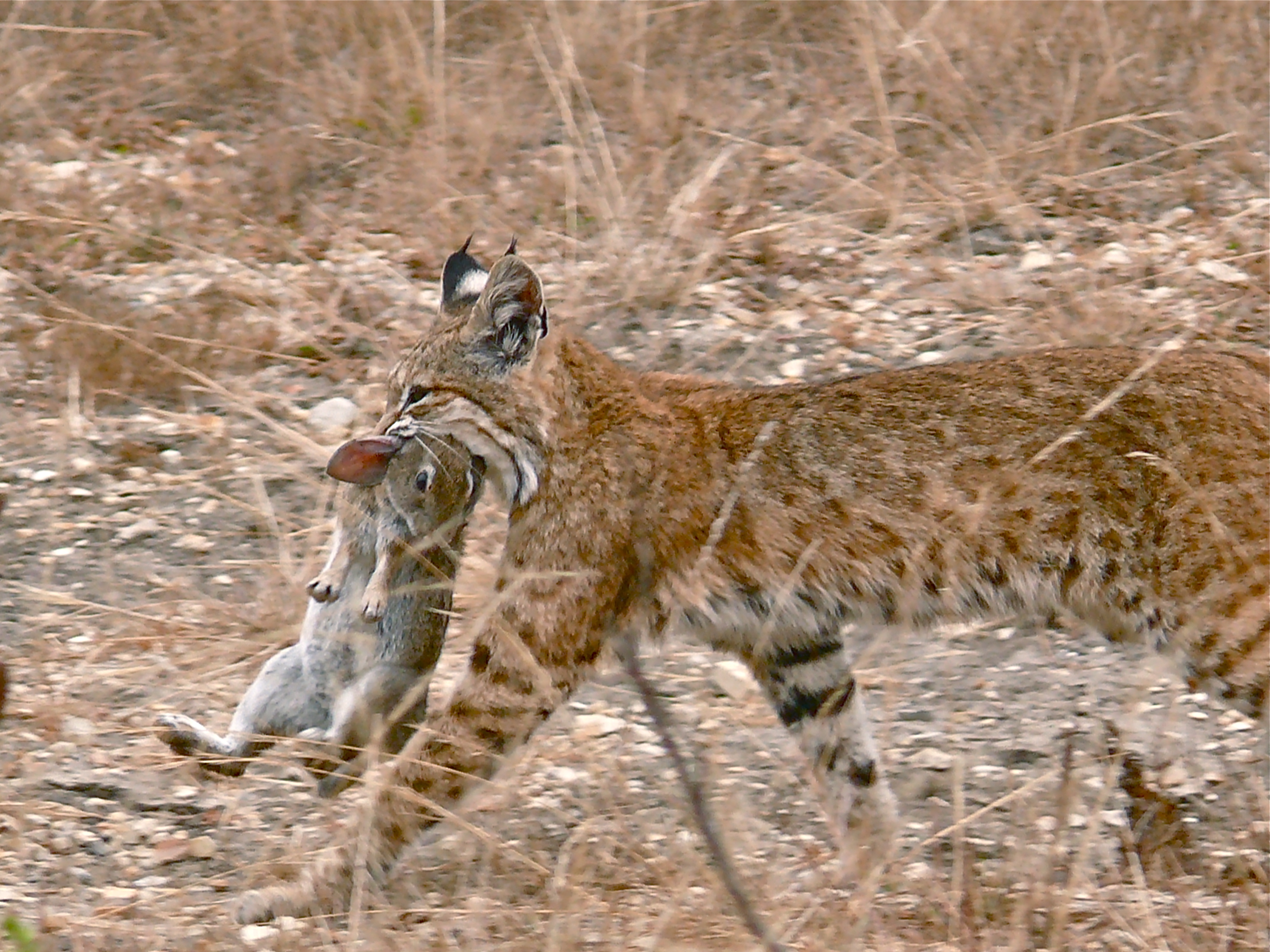
カンジキウサギのようなノウサギ類やネズミ科の動物がボブキャットの主な獲物である。

ボブキャットは長い期間食べなくても生活することが出来るが、獲物が豊富な時期は大量に捕食する。獲物の捕獲が難しい時期は自分が獲れる大きめの動物を獲り、後で食べるなどする。ボブキャットは獲物を追跡し、待ち伏せをしてから瞬間的に襲う。約1.5 - 12.5ポンド（0.7 - 5.7キロ）位の哺乳類を好み、獲物の対象は地域によって異なる。アメリカ東部ではワタオウサギ、北部ではカンジキウサギである。ニューイングランド地方ではこの両方が共存しているため、両方ともボブキャットの主な獲物となっている。決まったものしか食べないカナダオオヤマネコと違い、ボブキャットは日和見性で獲れる獲物の種類が多い。こうした獲物の種類の多様さは、主たる獲物となる動物の生息密度に大きく依存している。すなわち、主たる獲物が乏しい地域ほど、獲物の種類もより多様となる。
ボブキャットは色々な大きさの獲物を獲ることが出来、手法も動物によって変化させることができる。ネズミ、リス、鳥、魚、虫などの小動物の場合は、それらが多く住み着いていると思われる場所へ行き、寝そべるかしゃがむか立って獲物が近づいてくるのを待つ。その後鋭い伸縮自在の爪で獲物を捕まえるようにして襲う。ウサギなどの大きめの動物は後ろから隠れながら追跡し、20 - 35フィート（6 - 10メートル）の距離に近づくのを待ってから襲いに行く。更に大きいキツネ、ミンク、スカンク、小型犬、家猫などを襲うことは滅多にない。また、ボブキャットは時に家畜や鶏を襲うことでも知られる。牛や馬などの大きい動物を襲うことは知られていないが、羊やヤギなどの反芻動物を襲う危険性がある。National Agricultural Statistics Serviceによると、ボブキャットは2004年に11,100頭の羊を殺し、羊の捕食死の4.9%を占めた。しかしボブキャットは他の動物によって殺された家畜の食べ残しをあさることでも知られているため、一部の捕食は正確なデータではない。
また、ボブキャットは小動物が減る冬や鹿の頭数が増える冬に鹿狩りをすることも知られている。エバーグレーズの調査によると、殆どの捕食（39のうち33）が小鹿であったが、ボブキャットの8倍の体重のものまでが捕食に成功したことが分かっている。多くの場合、シカが寝ている時に後ろから追跡し、襲うときには首を掴んでから喉・頭蓋骨の付け根・胸部を噛む。稀ではあるが、ボブキャットがシカを捕食する時には一旦満腹になるまで食べた後、食べ残しを雪や葉の下に隠し、後に何度も戻ってきて食べることがある。
ボブキャットの生息地には、コヨーテ、アカギツネなどの似た生態的地位を占める中型の捕食者も生息しているが、メイン州における調査では相互の縄張りの重複はランダムであり、競合している証拠は見つからなかった。しかしカナダオオヤマネコに限っては種間競争が生息域に影響しており、ボブキャットの存在がカナダオオヤマネコの南下を防いでいると考えられている。

### 繁殖と生活環

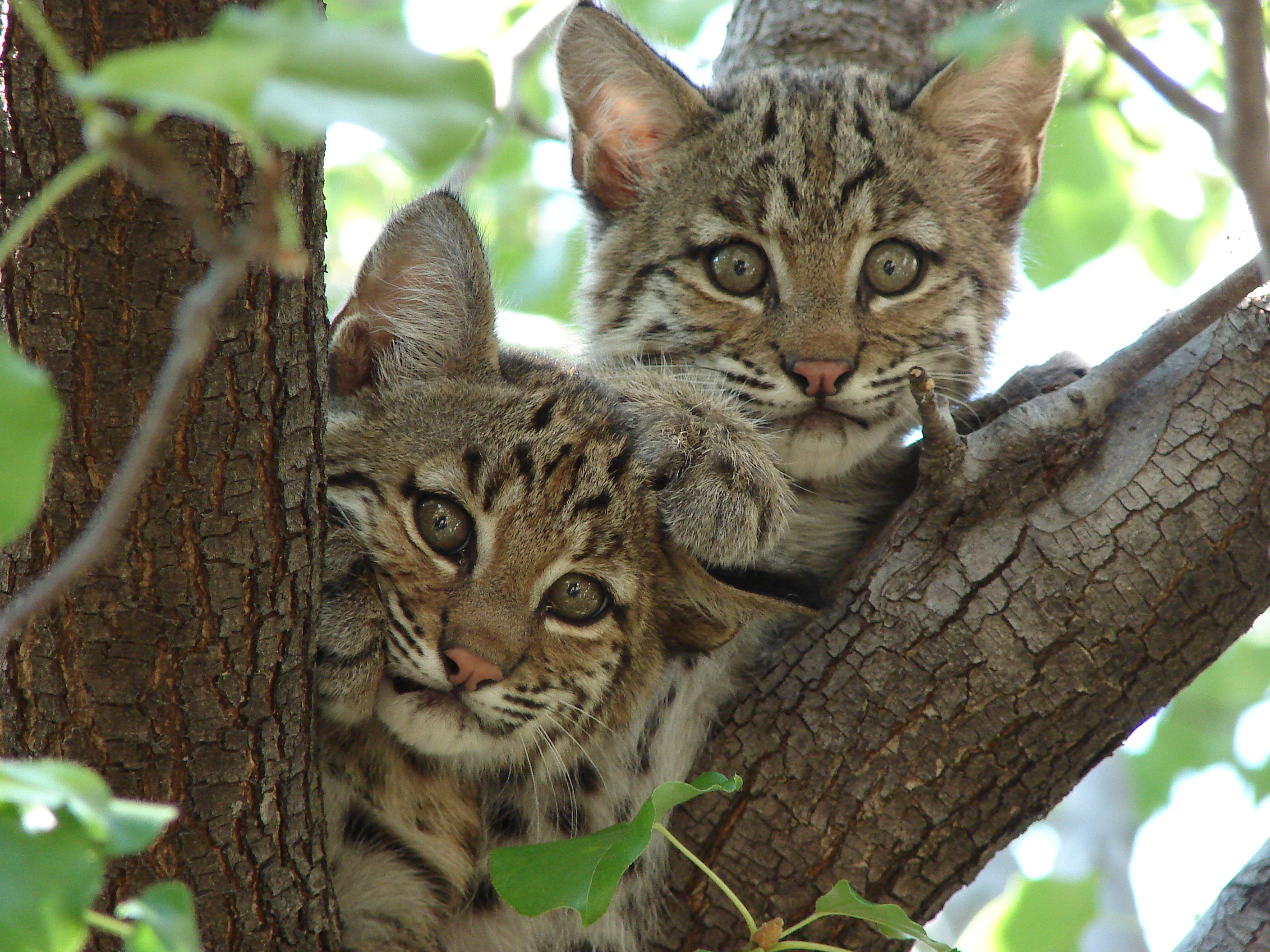
生後2 - 4ヶ月のボブキャットの子供

ボブキャットの寿命は平均7年程度で、10年を超えることはまれである。野生では最も長生きした例は16年、飼育下では32年生きた例がある。
ボブキャットは生涯繁殖をすることができるとされている。交配は一般的に2年目の夏に始まり、メスの場合は1歳で始まることもある。オスの精子は毎年9月 - 10月頃に作られ、夏まで繁殖できる期間がある。メスは44日間の周期で5 - 10日間発情する。地域によって異なるものの、多くの場合交配は2月から3月にかけて行われる。ボブキャットは普段はおとなしいが、この求愛期間は大きな声で鳴いたり、「シャー」っという鳴き声を示す他、雌雄でぶつかり合いや追いかけっこなどの行動を見せる。複数のオスがいる場合、最上位のオスがメスと行動を共にし、下位のオスはメスの傍にいるだけでこうした行動を見せない。メスが交配を受け入れられるようになると、オスは首を掴み交配を行う。メスはその後も別のオスと交配をすることがあり、またオスも何匹かのメスと交配を行う。テキサス州の調査によると、縄張りを作ることは繁殖の為に必要とされ、縄張りのないものは子孫の存在がないという調査結果がでている。
60 - 70日間の妊娠期間の後、一回に1 - 6匹（通常は2 - 4匹）の子供を4月か5月に出産する。場合によって二回目の出産が9月の終わりごろに発生することもある。メスは通常小さな洞窟や穴の開いた丸太などの何かに囲まれた場所で出産をする。子育てはメスのみが行う。子供は9 - 10日目で目を開ける。子供は四週間ほどで歩き回るようになり、生後2ヶ月まで周囲の探検をするようになる。生後3ヶ月 - 5ヶ月で母親と行動を共にし移動するようになる。最初の年の秋までには自分で狩りをするようになり、その後巣立つ。但し、ミシガン州では子供が次の年の春まで母親と一緒にいたという観察記録もある。

## 生態

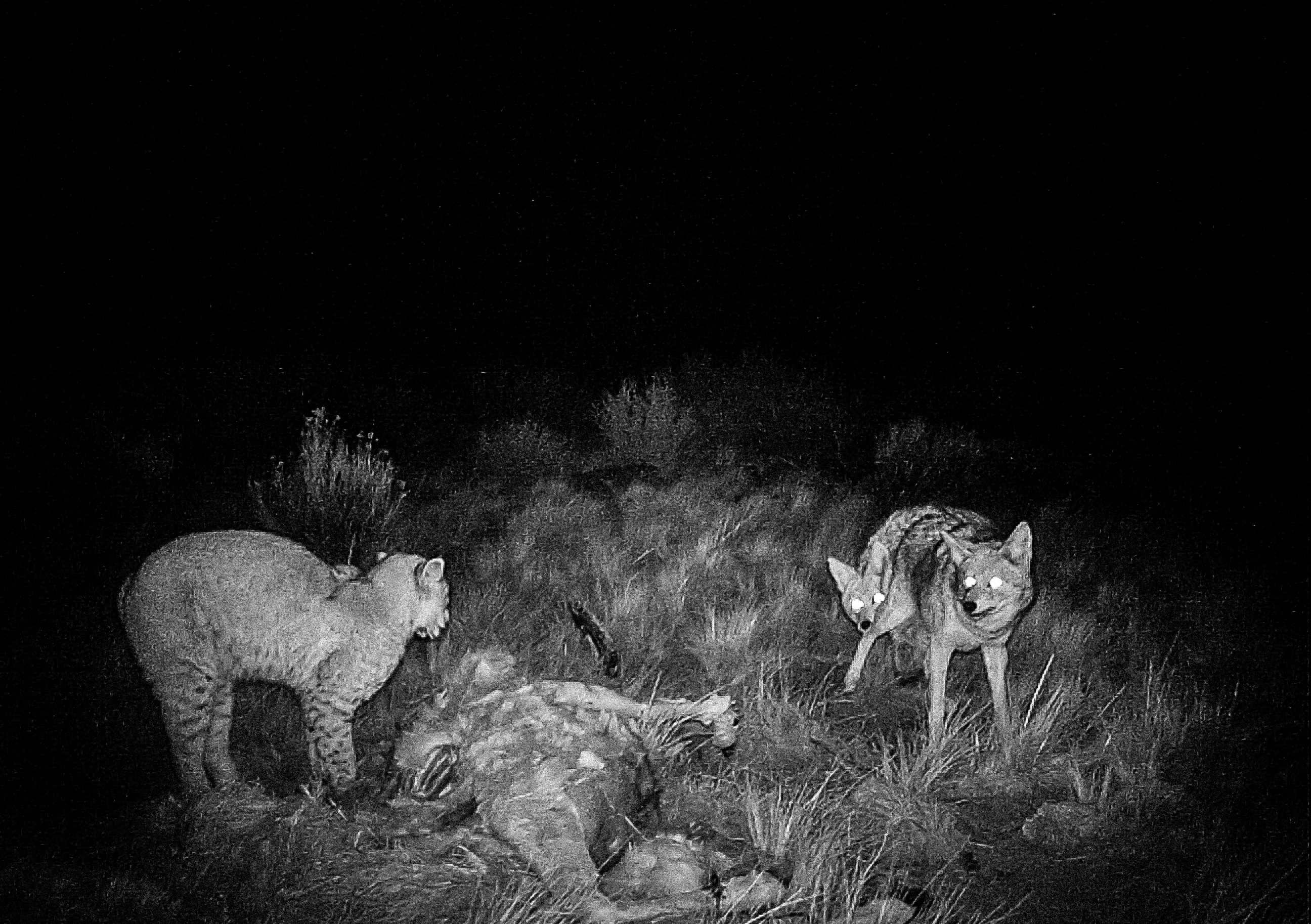
獲物を挟んで二頭のコヨーテと対峙するボブキャット

ボブキャットの成獣が人間以外の捕食者に襲われることは比較的稀である。しかし、他の大型の捕食者、例えばピューマとタイリクオオカミなどによってボブキャットの成獣が殺される事例は、イエローストーン国立公園などで繰り返し報告されている。コヨーテも成獣を殺した例がある。他のネコ科の種と同様に、ボブキャットはクマとの遭遇を避けていると考えられる。子供はフクロウ、鷲、コヨーテ、キツネ、大人のオスのボブキャットなど幾つもの捕食者がおり、特に獲物が豊富でないときには多くの子供が大人になる前に殺されることがある。

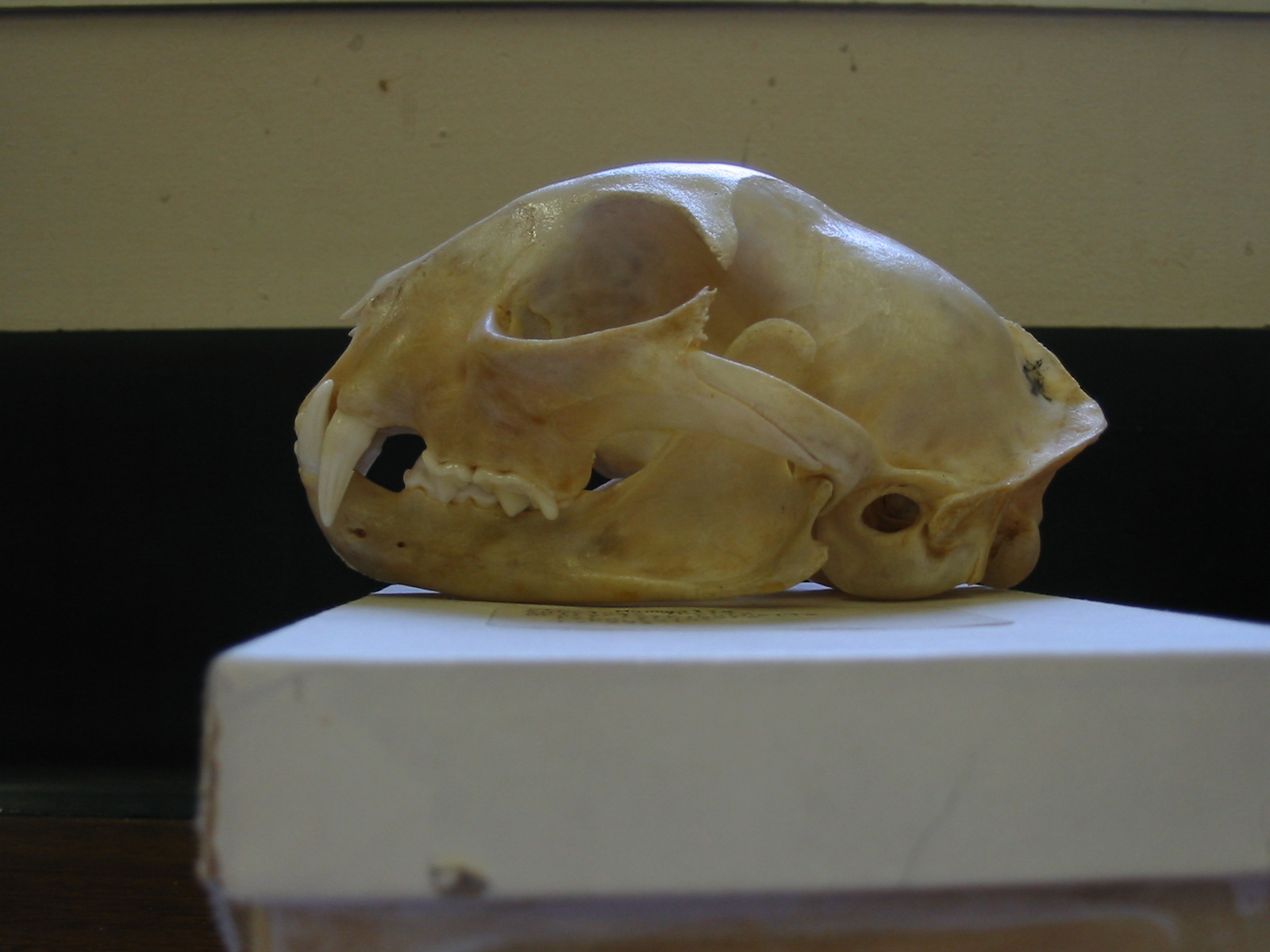
ボブキャットの頭蓋骨

病気、事故、ハンター、車、餓死はその他の主な死の原因ともなっている。思春期の子供は母親の元を巣立ち、狩りを憶えていく過程で死んでしまうケースが非常に高い。ある調査では15匹のボブキャット年間の生存率はどちらの性別でも0.62で、他の調査データを加味しても0.56 - 0.67程度ということが分かっている獲物が少ない時期に共食いすることも知られているが、これは稀なケースであり、全体の頭数の変化に影響を及ぼすほどのものではないとされる。
ボブキャットにはノミやダニなどの他の生物が寄生し、また獲物としているウサギやリスの寄生生物もボブキャットに寄生することが多いと言われている。ボブキャットには内部寄生虫もおり、これは非常に一般的である。ある調査によると、平均52％の個体にトキソプラズマへの感染が見られたが、感染率には大きな地域差が見られた。ダニの一種である、Lynxacarus morlani はボブキャットにのみ発見されている。これらの寄生虫やそれによる病気はボブキャットの死亡率にどれだけ影響を与えているのかは不明であるが、餓死、事故、捕食よりは主要な死因となっている可能性もある。

## 分布と生息地

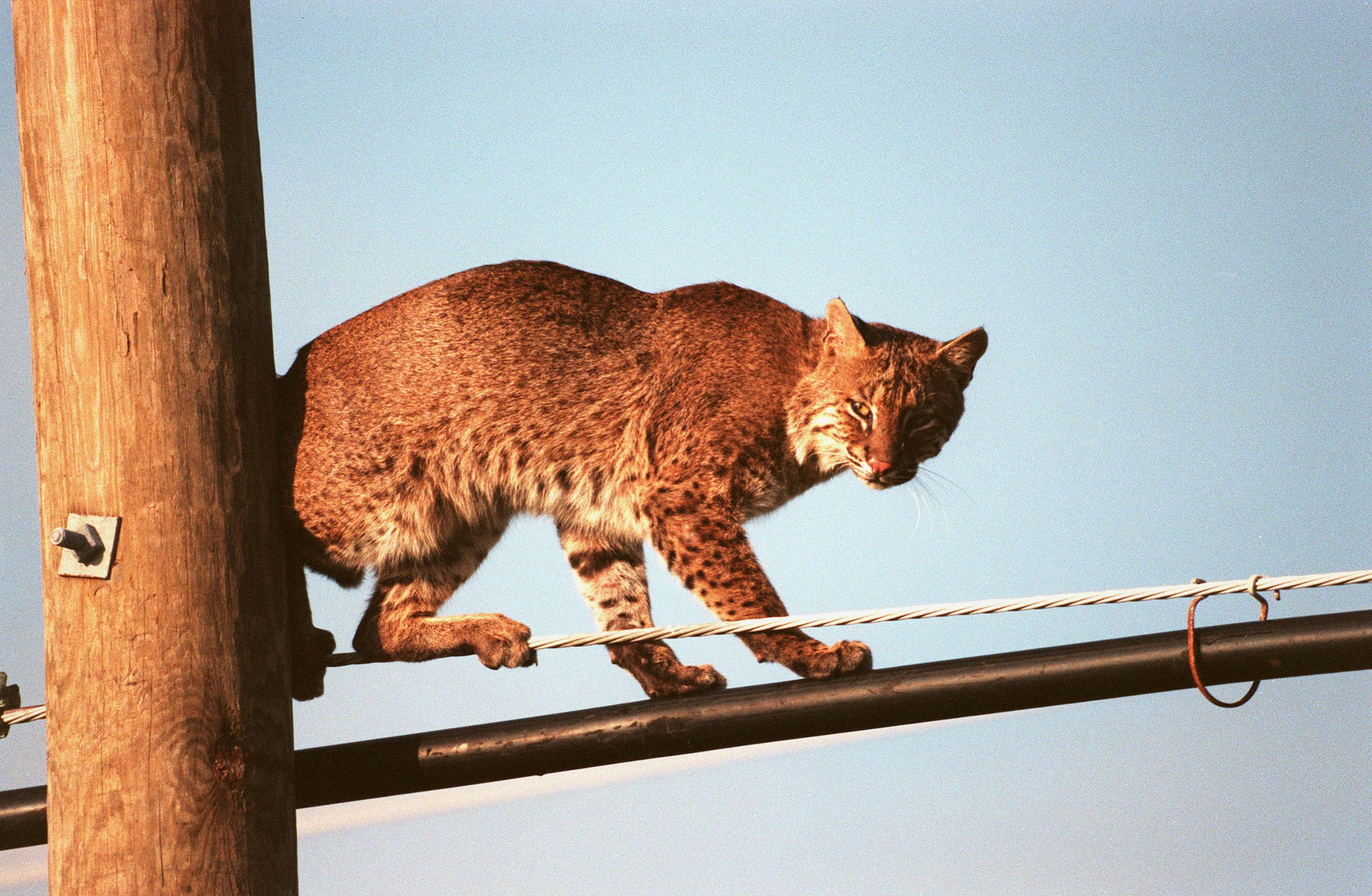
電線を歩くボブキャット。適した生息環境があれば、人間の居住地にも姿を見せる。

ボブキャットは、順応性の高い種である。一般的には、広葉樹か針葉樹かに関わらず森林地帯を好むが、他のネコ科の種のように森林のみに依存しているわけではない。その生息地はフロリダの湿地帯やテキサスの砂漠地帯、岩だらけの山岳地帯など幅広い環境で見られ、付近に岩棚や沼地、林などがあれば農村付近に住み着くこともある。ボブキャットの個体数は主に獲物の個体数に依存するが、悪天候を避けられる場所やねぐらとなる場所、狩りや逃走時に必要な茂み、人為的撹乱などの有無も影響する。
上述のような生息に適した場所が見つかる地域であれば、人間の居住の有無に関わらず分布しているようである。都市圏の外縁部などの地域では、人間の生活圏によって分断された生息地間を移動する際などにしばしば裏庭などに姿を現すことがある。犬に追いかけられることもあり、たいてい木に登ってやり過ごす。
過去にはカナダ南部からメキシコ南部のオアハカ州にいたる広大な地域に分布していた。現在でもこれらの多くの地域でみられるが、ミネソタ州南部やサウスダコタ州東部、ミズーリ州の大部分などのアメリカ中西部と東北部の一部では、主に農地開発による環境の変化で絶滅している。ニューヨーク州西部とペンシルバニア州では長らく絶滅したと思われていたが、ニューヨーク州南部および中部では死体を含めて何度かボブキャットが目撃されており、ペンシルバニア州ピッツバーグにおいても2018年に捕獲されている。さらに、インディアナ州北部やテキサス州ヒューストンなどでも目撃されている。
カナダにおけるボブキャットの分布域は、雪とカナダオオヤマネコの分布によって制限されている。ボブキャットは、カナダオオヤマネコのように大きな体躯と広い足を使って雪をかき分けることができないため、深い雪に耐性がなく、激しい吹雪に耐えることもできないためである。しかし、ボブキャットがカナダオオヤマネコに対して常に不利なわけではない。ノバスコシア州では針葉樹林を切り開いて農地化が進められた際には、ボブキャットがカナダオオヤマネコを追い出し、その生息地を奪い取っている。メキシコでは南部の熱帯地域以北において、主に灌木地やマツやオークの森においてみられる。

## 人間との関わり
見た目は少し大きなネコのようであるが、気性が荒く安易に接触を試みる事は危険である。特に子供や若い個体は大きさも普通のネコ程であるが、不用意に手を出すと警戒した親に襲われ大人でも大怪我、幼い子供では命に関わる危険がある。人間を襲うことは非常に稀であるものの、ペットや家畜を襲うことがあり、害獣として殺害される場合もある。